# Abbazia di Chevetogne
L'abbazia di Chevetogne è un'abbazia benedettina situata a Chevetogne, una zona a 11 km dal centro della città di Ciney, della Provincia di Namur nella regione di Vallonia in Belgio, a est dista 20 km da Dinant, invece a sud-est dista 40 km da Namur.
Il monastero presenta una particolarità, ossia di possedere due chiese, una chiesa di rito latino, dedicata a Gesù di Nazaret, e l'altra chiesa di rito bizantino dedicata all'esaltazione della Vera Croce. Questo monastero è unico ed è stato messo sotto il segno dell'ecumenismo, da parte del fondatore, Lambert Beauduin, anche se la Comunità è soltanto composta da monaci cattolici collegati all'Ordine di San Benedetto.

## Storia

### Gli edifici

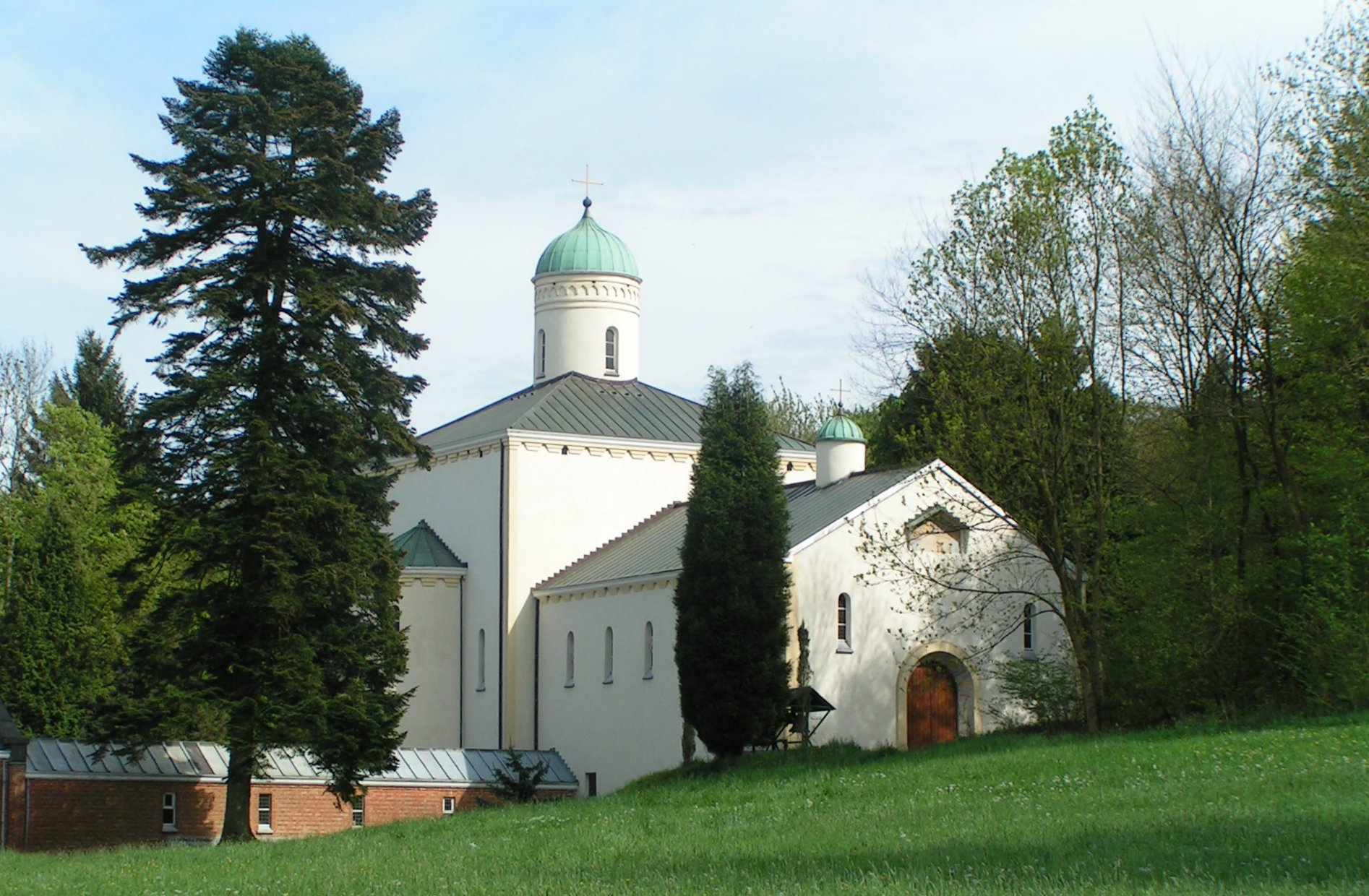
La chiesa bizantina

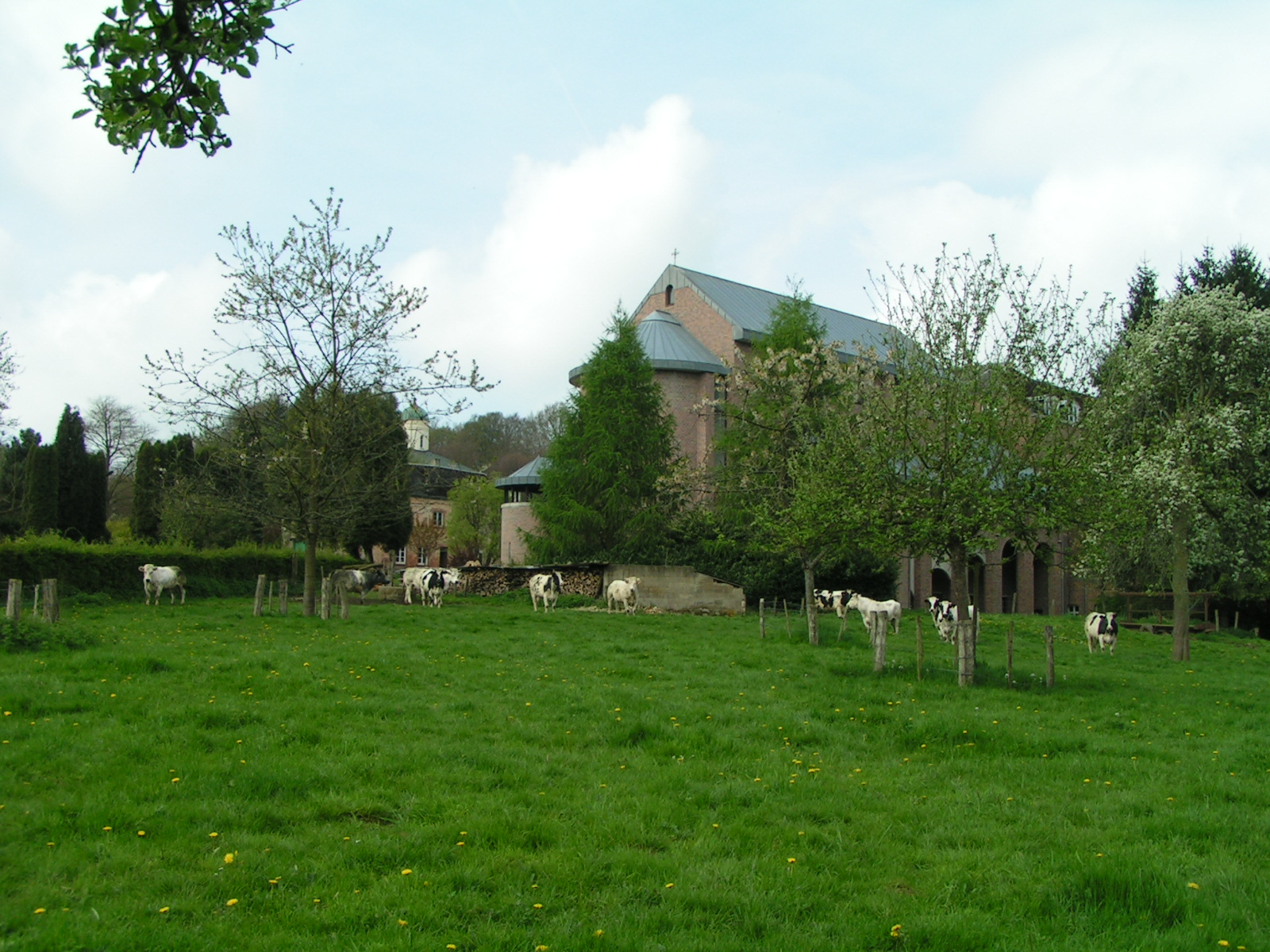
La chiesa latina

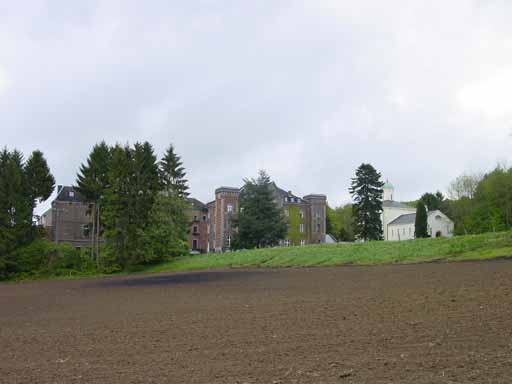
Via generale

La struttura del monastero era all'origine un castello costruito nell'XIX secolo da borgomastro Chevetogne, Charles Delvaux de Fenffe.
La sua vocazione monastica è datata vicino al 1901 quando i monaci benedettini dell'abbazia Saint-Martin di Ligugé, vennero a rifugiarsi in Belgio, dopo essere stati cacciati dalla Francia in seguito alla legge del 1º luglio 1901, relativa al contratto d'associazione che comporta la dissoluzione di centinaia di congregazioni religiose. Acquisiscono l'edificio e occupano i locali fino al 1923. Il castello fu in seguito affittato a privati quindi funse da rifugio a gesuiti spagnoli che avevano lasciato il loro paese a causa della separazione della chiesa e dello Stato voluta dalla Seconda repubblica spagnola.
È nel giugno 1939 che la Comunità fondata da don Lambert Beauduin s'installa ad Amay in provincia di Liegi.
Alle estremità degli edifici, si alza attualmente una chiesa: a sud, la chiesa bizantina, e a nord, la chiesa latina:
- La chiesa bizantina è stata costruita dal 1955 al 1957. È costruita secondo i principi della tradizione bizantina secondo la quale una chiesa vuole offrire attraverso la sua architettura e la sua decorazione interna come una raccolta dell'universo[4]. È composta da quattro parti, un exonartece (o Nartece esterno), la nartece, nel quale si trattenegono i catecumeni durante liturgia eucaristica, la navata, il luogo dei battezzati, ed infine, separato del resto della costruzione da l'Iconostasi, il Santuario dove il clero si dispone attorno all'altare in occasione delle celebrazioni.
La decorazioni dell'iconostase sono fatte dal pittore russo Georges Morozov (1900-1993) e gli affreschi sono opera di due pittori greci, Rhallis Kopsidis e Georges Chochlidakis, chi si sono ispirati alla scuola macedone (XI secolo-XIV secolo) e alla scuola cretese (XIV secolo-XVII secolo).
- La chiesa latina è stata costruita dal 1981 al 1988. È stata costruita su un piano basilicale (atrio, navata e santuario).
La sua costruzione è anche un simbolo d'unità dei cristiani poiché la prima pietra, proviene dal Monte Sion a Gerusalemme, ed è stata posata il 2 novembre 1981 dall'arcivescovo di Cantorbéry, e dal capo spirituale della Comunità anglicana, Robert Runcie e dal cardinale Godfried Danneels, arcivescovo di Malines e primate cattolico del Belgio. Inoltre, la chiesa è decorata con due affreschi d'ispirazione romana, sono iconografie fatte dal monaco russo ortodosso, archimandrita[5] Zénon[6].

Il monastero alloggia una biblioteca ecumenica, ricco di circa 150.000 volumi. È specializzata nei settori dell'Oriente Cristiano e dell'Ecumenismo. Fondi particolarmente ricchi riguardano la Repubblica monastica del Monte Athos, l'iconografie e la storia della Chiesa ortodossa russa.

### La Comunità
Nel 1909, Don Lambert Beauduin (1873-1960), allora monaco dell'abbazia di Mont-César di Lovanio, inizia il movimento liturgico che lancia la rinascita liturgica in Belgio, in particolare attraverso la rivista « Les Questions Liturgiques et Paroissiales » (Le questioni liturgiche e parrocchiali), la cui pubblicazione comincia nel 1910. La riunione dell'Oriente cristiano ha reso Lambert Beauduin cosciente della divisione delle chiese ed ha ispirato il suo progetto di fondare un monastero dedicato all'unità dei cristiani. Nel 1924, il Papa Pio XI indirizza la lettera Equidem Verba all'Abate primario dell'Ordine benedettino per richiamare la sua attenzione sulla questione dell'unità, questa lettera è l'emissione che conduce Don Beauduin a realizzare questo progetto. È nel 1926 che è fondata « Per l'unità delle chiese » ad Amay (diocesi di Liegi). Lambert Beauduin è il primo priore. Sembra che nel 1926 il primo numero della rivista  Irénikon. che è sempre pubblicata dal monastero anche tuttora.
Nel 1939 la Comunità trasloca a Chevetogne (Diocesi di Namur). Ma Don Beauduin non è già più il priore. Infatti, fin dal 1928 con la pubblicazione con il Papa Pio XI dell'Enciclica Mortalium Animos particolarmente critica sullo sviluppo dell'ecumenismo, i confronti si realizzano quanto alla vocazione della Comunità. Mentre Lambert Beauduin vuole affermarlo come una prova di vera di unione, le autorità episcopali, di cui Mgr di Herbigny, desidera avanzare in un senso più proselito, e costituire un monastero uniato. Questa decisione non corrisponde a quella di Beauduin, e siccome ha un carattere ben temperato, lo porta ad essere escluso dall'abbazia nel 1932. Comincia allora un esilio di circa 20 anni durante i quali diventerà il vero pioniere della causa dell'Ecumenismo. È soltanto nel 1951 che reintegra la sua Comunità, con lo statuto d'ospite. Don Becquet, uno dei suoi vecchi allievi, diventa il priore.
La notorietà del priore si è fortemente sviluppata, grazie a contatti con personalità delle diverse chiese cristiane (ortodossa, anglicana, Protestante), attraverso l'accoglienza degli ospiti, la celebrazione liturgica secondo le tradizioni liturgiche bizantine e latine e, soprattutto dal 1942, l'organizzazione di congressi teologici. La Comunità di Chevetogne lo ha fatto apparire come pioniere dell'unità dei cristiani. Ha contribuito a fare evolvere l'atteggiamento della chiesa cattolica a favore dell'ecumenismo (ricerca dell'unità tra le chiese con un dialogo sull'uguaglianza), che diventerà la sua dottrina ufficiale del Concilio Vaticano II aperto da Papa Giovanni XXIII nel 1962.
L'11 dicembre 1990, il priore di Chevetogne è stato alzato di rango nell'abbazia, in riconoscimento del ruolo eminente svolto dai monaci sul piano dell'ecumenismo. Don Michel Van Parys, (nato nel 1943), priore dal 1971, diventa il primo padre abate. Occuperà questa funzione fino alla sua dimissione il 12 luglio 1997.

## L'ecumenismo a Chevetogne

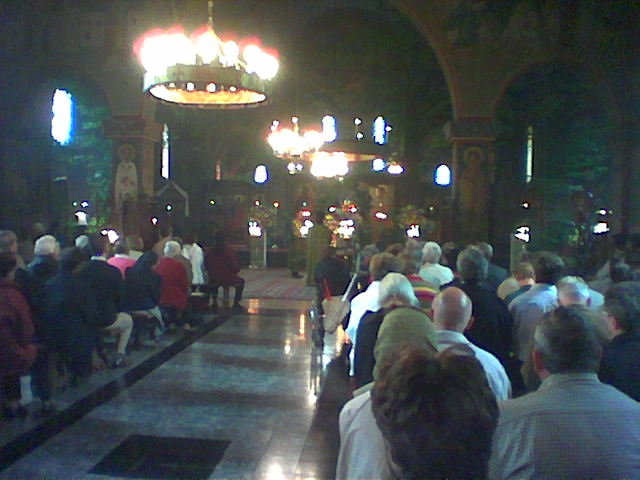
Celebrazione nella chiesa bizantina

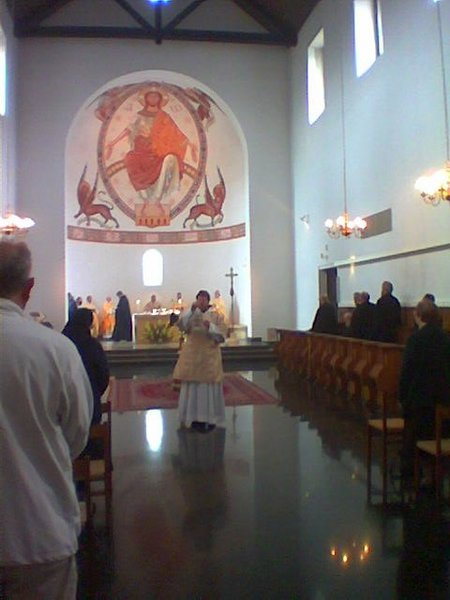
Celebrazione nella chiesa latina

La vocazione ecumenismo dell'abbazia si traduce quotidianamente nello svolgimento delle celebrazioni. I monaci si distribuiscono in due gruppi liturgici, uno celebrando secondo la tradizione dell'Occidente, l'altro secondo la tradizione dell'Oriente bizantino. La specificità del progetto monastico di Chevetogne tiene a ciò che i due riti sono stati adottati in previsione della riconciliazione dell'oriente e dell'occidente cristiano, al di là delle rotture confessionali, per dare corpo così al primato della preghiera. L'office bizantino è celebrato in Antico slavo ecclesiastico mentre l'eucaristia è a volte celebrata in greco.
La Comunità ha, ovviamente, relazioni sostenute con le chiese vecchie orientali. Ha anche sviluppato legami molto forti con le altre chiese cristiane, la Comunione Anglicana e le chiese derivate dalla Riforma protestante.

## Attività e produzioni

### Musica
Fin dalla fondazione della Comunità, i canti liturgici della Chiesa ortodossa russa sono stati in uso per la celebrazione dell'office bizantino. I monaci dell'abbazia sono rapidamente diventati un riferimento musicale in materia e dagli anni 60 sono state realizzate numerose registrazioni, innanzitutto sotto la direzione di Don Grégoire Bainbridge poi sotto quella di Don Philippe Bär. A partire dal 1984 il monastero di Chevetogne ha iniziato a produrre una serie di CD sotto la sua etichetta in collaborazione con gli studi  Art et Musique. a Angers, specializzati nelle edizioni di Musica sacra. L'insieme era diretto dal padre Maxime Gimenez, poi dal padre Thomas Pott.

### Accoglienza degli ospiti
I monaci del monastero di Chevetogne accolgono per alcuni giorni ospiti che desiderano passare da loro un momento di pensiero in legame con la spiritualità del monastero. Tre case sono riservate all'accoglienza degli ospiti. Un settore alberghiero riservato agli ospiti maschili è situato all'interno del monastero. Un secondo settore alberghiero, destinato alle signore ed alle famiglie, è la casa di Béthanie. Una terza casa, Emmaüs, permette l'accoglienza di gruppi più o meno autonomi.

### Produzioni artigianali
L'abbazia produce anche diversi oggetti artigianali, spesso legati alle tradizioni ortodosse russe. Producono così oggetti in bronzo smaltato, numerose riproduzioni di icone e diversi oggetti di culto..